# 엄마의 기도 나의 기도
"엄마의 기도 나의 기도"는 한국에서 제작된 임원식 감독의 1989년 영화이다. 오준승 등이 주연으로 출연하였고 황명석 등이 제작에 참여하였다.

## 출연

### 주연
- 오준승
- 김은경

## 기타
- 조명: 박창호
- 녹음: 유창국